# (9409) Kanpuzan
(9409) Kanpuzan es un asteroide perteneciente al cinturón de asteroides, región del sistema solar que se encuentra entre las órbitas de Marte y Júpiter.
Fue descubierto el 25 de enero de 1995 por Tsutomu Seki desde el observatorio de Geisei.

## Designación y nombre
Designado provisionalmente como 1995 BG1, fue nombrado por Kanpuzan, una montaña de 1763 m de altura situada en el lado oeste del monte Sasagamine en la cordillera de Shikoku, y es el sitio de un largo túnel que sustenta el transporte vital entre la prefectura de Kochi y la prefectura de Ehime.

## Características orbitales
Kanpuzan está situado a una distancia media del Sol de 2,308 ua, pudiendo alejarse hasta 2,680 ua y acercarse hasta 1,936 ua. Su excentricidad es 0,161 y la inclinación orbital 4,806 grados. Emplea 1280,66 días en completar una órbita alrededor del Sol.
Los próximos acercamientos a la órbita de Júpiter ocurrirán el 11 de abril de 2029, el 5 de marzo de 2081 y el 10 de abril de 2091.

## Características físicas
La magnitud absoluta de Kanpuzan es 13,51. Tiene 12,533 km de diámetro. Su albedo se estima en 0,059.